# Aagaard Glacier
Aagaard Glacier är en glaciär i Antarktis,  döpt efter den norske upptäckaren Bjarne Aagaard. Den ligger på Antarktishalvön. Aagaard Glacier ligger 418 meter över havet.
Terrängen runt Aagaard Glacier är varierad. Trakten är glest befolkad. Det finns inga samhällen i närheten.